# Charles Grandmougin
Pour les articles homonymes, voir Grandmougin.
Charles Grandmougin, né le 17 janvier 1850 à Vesoul et mort le 28 avril 1930 à Neuilly-sur-Seine, est un poète et dramaturge français.

## Biographie
Fils d'avocat, Charles Grandmougin naquit au n°56 rue du Centre à Vesoul. Il fut scolarisé au collège de Vesoul puis fit des études de droit. Quand éclata la guerre franco-prussienne de 1870, il s'engagea volontairement, et demeura ensuite à Paris, où il publia des poésies et fit jouer des pièces de théâtre. Deux de ses poèmes parurent dans le troisième et dernier volume du Parnasse contemporain (1876).
Certaines de ses œuvres furent mises en musique, notamment par Bizet, Fauré ou encore Lili Boulanger. Il écrivit le livret de l'opéra Hulda, légende scandinave (1878-1885, d'après Bjørnstjerne Bjørnson) de César Franck et de La Vierge, oratorio de Jules Massenet. C'est lui qui compose une ode au poète Nicolas Gilbert lors de l'érection de sa statue à Fontenoy-le-Château.

## Œuvres
- Esquisse sur Richard Wagner (1873)
- Les Siestes, poésies (1874)
- Prométhée, drame antique (1878)
- Le Tasse, symphonie dramatique (1878)
- Nouvelles Poésies (1880)
- Souvenirs d’Anvers (1881)
- Orphée, drame antique en vers (1882)
- Caïn, drame biblique en vers
- Poèmes d’amour (1884)
- Yvonne, opéra-comique en trois actes, livret de Charles Grandmougin, musique d’Ernest Lefèvre-Dérodé, joué au Grand Théâtre de Reims, le 21 février 1885.
- Rimes de combat (1886)
- À pleines voiles, poésies (1888)
- L’Enfant Jésus, mystère en 5 parties et en vers
- Le Christ, drame sacré en vers, couronné par l’Académie française (1892)
- Mazeppa, opéra en cinq actes et six tableaux, livret de Charles Grandmougin et Georges Hartmann, musique de Clémence de Grandval, représenté au Grand Théâtre de Bordeaux, le 23 avril 1892.
- L’Empereur, drame épique en vers, en 13 tableaux (1893)
- De la Terre aux Étoiles, poésies (1897)
- Visions chrétiennes, récits en vers (1899)
- Les pharaons, grand opéra en quatre actes et cinq tableaux, livret de Ferdinand Dugué et Charles Grandmougin, musique de Charles Grelinger, représenté au Grand Théâtre de Reims, le 7 décembre 1899
- Le Réveillon, drame en un acte, en vers
- La Vouivre, poème franc-comtois
- Les Serfs du Jura, drame en vers
- Aryénis, drame en vers
- La Chanson du village
- Medjour, roman surnaturel
- Les Heures divines, poésies (1894)
- La Forêt mystérieuse, plaquette
- Le Naufrage de l’amour, poésie
- Contes d’aujourd’hui, en prose
- Terre de France, poésie
- Contes en prose
- « La mort de Carthage », drame en vers (1907)
- Dernières Promenades (1910)

## Prix
- Prix Archon-Despérouses de l’Académie française 1893.
- Prix Monbinne de l’Académie française 1907
- Prix de poésie de l’Académie française 1911.